# Helios Farrell
Helios Farrell (* um 1925; † 15. Januar 2014) war ein mexikanischer Tischtennisspieler und -funktionär. Er nahm an der Weltmeisterschaft 1971 teil. Ausgezeichnet wurde er mit dem ITTF Merit Award.

## Spieler
Helios Farrell gewann in den 1960er und 1970er Jahren viele nationale Titel in Mexiko. Erstmals wurde er 1963 mexikanischer Meister. 1971 wurde er für die Weltmeisterschaft nominiert, wo er im Einzel und mit der Mannschaft auftrat, dabei aber nicht in die Nähe von Medaillen kam.

## Funktionär
Helios Farrell war Präsident des mexikanischen Tischtennisverbandes. Er gehörte 1973 zu den Gründern des Lateinamerikanischen Tischtennisverbandes (Latin American Table Tennis Union) und war dessen erster Präsident. Dieses Amt hatte er bis 1995 inne. Wegen seiner Verdienste für den Tischtennissport wurde er 1991 mit dem ITTF Merit Award ausgezeichnet.
Helios Farrell starb am 15. Januar 2014 im Alter von 88 Jahren.

## Turnierergebnisse
| Verband | Veranstaltung     | Jahr | Ort    | Land | Einzel     | Doppel       | Mixed        | Team |
| ------- | ----------------- | ---- | ------ | ---- | ---------- | ------------ | ------------ | ---- |
| MEX     | Weltmeisterschaft | 1971 | Nagoya | JPN  | letzte 256 | keine Teiln. | keine Teiln. | 36   |